# Andrea True
Andrea True, nom d'artiste d'Andrea Marie Truden (née le 26 juillet 1943 à Nashville, morte le 7 novembre 2011 à Kingston (New York)) est une actrice pornographique et chanteuse américaine.

## Biographie
Son père, Frank, est un ingénieur, il meurt quand elle a 16 ans. Sa mère, Anne, possède une entreprise de placage d'argent et est une chanteuse professionnelle, spécialisée dans la polka, avec le groupe de Frankie Yankovic. Ils ont immigré de Slovénie. Enfant, elle apprend le piano. Elle va à la St. Cecilia Academy de Nashville, une école catholique pour filles spécialisée dans le spectacle vivant. Elle étudie la musique au Peabody College et à l'université Vanderbilt.
À 15 ans, elle anime sa propre émission de télévision, Teen Beat, pour la chaîne locale WTVF. Alors qu'elle est lycéenne, elle crée une mini-entreprise de production télévisuelle.
Dans une interview enregistrée publiée par The Rialto Report, True déclare qu'elle s'est mariée à 19 ans, quittant l'université pour suivre son mari (David L. Wolfe) dans sa carrière universitaire, d'abord en Oklahoma, puis finalement à New York à la fin des années 1960.
True joue dans quelques films pornographiques en Scandinavie dans les années 1960 et, à la fin de la décennie, commence à apparaître dans des films pour adultes américains. Finalement, elle joue dans plus de cinquante films pornos hardcore tout au long des années 1970 et du début au milieu des années 1980 au moment où s'installe l'industrie du film pour adultes à New York.
À son apogée en tant qu'actrice porno, vers 1975, True est embauchée par une entreprise immobilière en Jamaïque pour apparaître dans leurs publicités. Alors qu'elle est présente dans ce pays en 1976, le gouvernement jamaïcain interdit les transferts d'actifs en réponse aux sanctions imposées par les États-Unis après l'élection de Michael Manley, un partisan de Fidel Castro. Pour retourner aux États-Unis, True doit soit renoncer à son salaire, soit dépenser l'argent avant de rentrer chez elle. True, qui à ce moment-là, lassée du porno, essaie de percer dans l'industrie de la musique, choisit d'investir l'argent dans l'enregistrement d'une démo de More, More, More, une chanson sur laquelle elle travaille avec le producteur de disques Gregg Diamond, son partenaire dans un projet appelé The Andrea True Connection. Remixé par l'ingénieur du son Tom Moulton, More, More, More devient un tube disco, numéro 4 du US Billboard Hot 100 et donne lieu à un album du même nom.
Début 1977, True sort le single N.Y., You Got Me Dancing, extrait de son deuxième album White Witch. Le single est le deuxième plus gros succès de True, atteignant la 27e place du classement pop du Billboard. Les deux albums comprennent des musiciens de studio avec un nouveau groupe assemblé pour la tournée, le deuxième line-up, qui comprend le futur guitariste de Kiss Bruce Kulick. En 1980, elle sort son troisième et dernier album, War Machine, orienté vers le hard rock, sorti seulement en Europe, qui est un bide.
Après l'échec du troisième album de True, un goitre se développe sur ses cordes vocales, nécessitant une intervention chirurgicale, mettant essentiellement fin à sa capacité de chant. Elle continue à recevoir un droit d'auteur sur sa musique, et More More More est une chanson populaire à la télévision et au cinéma. La chanson est relancée en 1999 lorsque le groupe canadien Len échantillonne la pause instrumentale de More, More, More pour son single Steal My Sunshine. En conséquence, elle participe à des émissions de VH1 comme 100 Greatest Dance Songs en 2000, Where Are They Now et 100 Greatest One-hit Wonders en 2002. Elle fait également une apparition dans le film documentaire de 2005 Inside Deep Throat.
Elle meurt le 7 novembre 2011 dans un hôpital de Kingston (New York). La cause annoncée est une insuffisance cardiaque. Conformément à ses volontés, le corps de True est incinéré.

## Discographie
Albums
- 1976 : More, More, More
- 1977 : White Witch
- 1980 : War Machine

Singles
- 1976 : Call Me
- 1976 : Keep It Up Longer
- 1976 : More, More, More
- 1976 : Party Line
- 1977 : N.Y., You Got Me Dancing
- 1977 : What's Your Name, What's Your Number
- 1980 : War Machine
- 1980 : Make My Music For Me